# Nadezhda Mijalkova
Nadezhda Nikitichna Mijalkova (en ruso, Надежда Никитична Михалкова; Moscú, 27 de septiembre de 1986) es una actriz y productora de cine rusa.

## Biografía
Nadezhda es la hija pequeña, de tres hermanos, del actor y director de cine Nikita Mijalkov y la diseñadora de moda Tatiana Mijalkova. Sus hermanos Artiom y Anna son también actores. Nadezhda, a la edad de seis años interpretó el papel de Nadia Kotova en la película Quemado por el sol dirigida por su padre, quien también hizo de padre de Nadia en la película. La película recibió el Gran Premio (Festival de Canes) y el Óscar a la mejor película de habla no inglesa, entre otros muchos honores.
Nadezhda hizo una breve aparición en la película de 1999 Barber de Siberia, también dirigida por Nikita Mijalkov. En 2000 en la película El presidente y su nieta dirigida por Tigran Keossaian, Mijalkova hizo el papel de dos hermanas gemelas . El 2008 se graduó en la Escuela de Periodismo Internacional al (МГИМО, Instituto Estatal de Relacionas Internacionales de Moscú). Ella repitió su papel como Nadia Kotova, ahora una adolescente, en la película Quemada por el Sol 2 de 2010.
Mijalkova se casó con el director y productor Rezo Gigineishvili. Tuvieron una hija Nina que nació en Moscú el 21 de mayo de 2011. El 21 de mayo de 2013 nació su segundo hijo nombrado Iván. El 23 de octubre de 2017 Nadezhda y Rezo se separaron.

## Filmografía
| Año  | Película                        | Título original                   | Papel             | Notas                        |
| ---- | ------------------------------- | --------------------------------- | ----------------- | ---------------------------- |
| 1993 | Anna: de 6 a 18                 | Анна от 6 до 18                   | Nadia             | Documental, sobre ella misma |
| 1994 | Quemado por el sol              | Утомлённые солнцем                | Nadia Kotova      | Debut en el cine             |
| 1999 | El Barbero de Siberia           | Сибирский цирюльник               | Chica en la Feria | sin acreditar                |
| 2000 | El presidente y su nieta        | Президент и его внучка            | Masha y su gemela |                              |
| 2010 | Quemado por el Sol 2: Éxodo     | Утомлённые солнцем 2: Предстояние | Nadia Kotova      |                              |
| 2011 | Quemado por el Sol 2: Ciudadela | Утомлённые солнцем 2: Цитадель    | Nadia Kotova      |                              |